# Francesco Montenegro
Francesco Montenegro (Messina, 22 de maio de 1946) é um cardeal italiano da Igreja Católica, arcebispo emérito de Agrigento.

## Biografia
Ele cursou o ensino médio e a licenciatura em filosofia e teologia no Seminário Arquidiocesano "San Pio X" em Messina.
Foi ordenado padre em 8 de agosto de 1969, sendo incardinado na Arquidiocese de Messina. Ele exerceu seu ministério sacerdotal em uma área periférica da cidade entre 1971 e 1988 e, mais tarde, ele foi secretário particular dos Arcebispos Francesco Fasola e Inácio Cannavò. Entre 1988 e 1998, ele era pároco da paróquia de São Clemente em Messina e a partir de 1988, foi diretor de Cáritas diocesana, delegado regional da Cáritas e representante regional da Cáritas Nacional.
Ele também ocupou os seguintes cargos: professor de Religião, assistente diocesano para o Centro de italianos Sports, diretor diocesano do Apostolado da Oração, Mansionario do Capítulo do Arquimandrato, reitor do Santuário da Igreja de Santa Rita e diretor espiritual do Seminário Menor. Ele também foi membro do Conselho Presbiteral. De 1997 a 2000, ele era pró-vigário-geral da Arquidiocese de Messina-Lipari-Santa Lucia del Mela e, desde 1998, cônego do capítulo da catedral protometropolitana de Messina.
Eleito bispo titular de Aurusuliana e nomeado bispo auxiliar de Messina-Lipari-Santa Lucia del Mela pelo Papa João Paulo II em 18 de março de 2000, foi consagrado em 29 de abril, por Giovanni Marra, arcebispo de Messina-Lipari-Santa Lucia del Mela, assistido por Ignazio Cannavò, arcebispo emérito de Messina-Lipari-Santa Lucia del Mela e por Francesco Sgalambro, bispo de Cefalù. De maio de 2003 a maio de 2008, ele foi presidente da Caritas Italiana. 
Promovido para a sé metropolitana de Agrigento, em 23 de fevereiro de 2008, recebeu o pálio do Papa Bento XVI em 29 de junho de 2008, na Basílica de São Pedro. Na Conferência Episcopal Italiana, desde 2013, ele é o presidente da Comissão Episcopal para as Migrações e presidente da Fundação "Migrantes". Ele tem estado envolvido em esforços para ajudar as dezenas de milhares de imigrantes que atravessaram o Mediterrâneo e desembarcaram nas ilhas italianas de Lampedusa e Sicília como uma etapa de suas perigosas viagens para a Europa. O arcebispo Montenegro acompanhou o Papa Francisco quando ele visitou Lampedusa em julho de 2013, sua primeira viagem oficial fora de Roma.
Em 4 de janeiro de 2015, o Papa Francisco anunciou a sua criação como cardeal, no Consistório Ordinário Público de 2015. Foi criado cardeal-presbítero de Santos André e Gregório no Monte Celio, recebendo o barrete e o anel cardinalício em 14 de fevereiro.
Em 22 de maio de 2021 renunciou ao governo pastoral de Agrigento, sendo sucedido pelo seu coadjutor, Alessandro Damiano.
Em 22 de outubro de 2021, foi nomeado pelo Papa Francisco membro do Dicastério para o Serviço do Desenvolvimento Humano Integral.

### Conclaves
- Conclave de 2025 - participou da eleição de Robert Francis Prevost, O.S.A. como Papa Leão XIV.